# جزيرة الظهرة
جزيرة الظهرة هي إحدى الجزر الواقعة في البحر الأحمر، وتتبع منطقة تبوك شمال غرب السعودية. تبلغ مساحة الجزيرة نحو () كم2 وتبعد عن الساحل بحوالي 4 كم. وأقرب جزيرة لها جزيرة ريخة التي تقع في شمال غرب جزيرة الظهرة.
جزيرة رملية، تقع جنوب غرب محافظة الوجة وتبعد عنها 8 كم.